# Шехавцовы
Шехавцо́вы — древний русский дворянский род.
Предки фамилии Шехавцовы в 1660 году владели поместьями в различных станах Курского уезда и выполняли дворянские службы, за что были пожалованы поместными и денежными окладами. Потомки сего рода, владея имениями предков, служили различные дворянские военные и гражданские службы Российской империи.

## Написание фамилии
В своей работе по генеалогии дворянских родов русский генеалог и археограф Савёлов Л. М. приводит два написания фамилии с указанием источников:
«Шехавцовы (VI), также Шеховцовы. 1) Дополнения къ Актамъ Историческимъ; VII; 2) Полное Собраніе Законовъ; 3) Писцовыя Книги Калачова; 4) Курскъ; 5) Ливны, XVII в.; 6) Бобринскій. Дворянские Роды, ч.2; 7) Общій Гербовникъ, ч. XII.».

## Описание герба
В чёрном щите золотой столб, обремененный тремя зелеными трилистниками и сопровождаемый двумя серебряными мечами. Щит увенчан дворянскими шлемом и короною. Нашлемник: серебряный меч, между двумя зелёными трилистниками. Намёт: справа — чёрный с золотом, слева — зелёный с золотом. Герб рода Шехавцовых внесён в Часть 12 Общего гербовника дворянских родов Всероссийской империи, стр. 90.